# 李延大
李延大（？—？），字保赤，廣東樂昌縣人，明朝政治人物。

## 生平
萬曆十年（1582年）壬午科廣東鄉試舉人。萬曆二十年（1592年），登壬辰科第三甲第一百八十五名進士，仕至湖廣參政。

## 家族
曾祖李宇；祖父李璧；父李相。